# Аллан Банегас
Аллан Банегас (ісп. Allan Banegas, нар. 4 жовтня 1993, Ель-Прогресо) — гондураський футболіст, півзахисник клубу «Олімпія».
Виступав, зокрема, за олімпійську збірну Гондурасу.

## Клубна кар'єра
У дорослому футболі дебютував 2014 року виступами за команду клубу «Марафон», кольори якої захищає й донині.

## Виступи за збірні
2016 року залучався до складу молодіжної збірної Гондурасу. На молодіжному рівні зіграв у 5 офіційних матчах.
2016 року захищав кольори олімпійської збірної Гондурасу. У складі цієї команди провів 6 матчів. У складі збірної — учасник футбольного турніру на Олімпійських іграх 2016 року у Ріо-де-Жанейро.

## Досягнення
- Чемпіон Гондурасу: 2017—2018 Клаусура
- Володар Кубку Гондурасу: 2017
- Володар Суперкубку Гондурасу: 2019